# Monoroștia, Arad
Monoroștia este un sat în comuna Bârzava din județul Arad, la limita între regiunile istorice Banat și Crișana, România. La recensământul din 2002, satul avea o populație de 334 locuitori.

## Vezi și
- Biserica de lemn din Monoroștia